# War of the Living Dead
War of the Living Dead (Original: Zombie Wars) ist ein US-amerikanischer Low-Budget-Horrorfilm aus dem Jahr 2006, der unter der Regie von David A. Prior für die Videoauswertung entstand.
Der mit 200.000 US-Dollar budgetierte Film wurde u. a. im Riverside County im US-Bundesstaat Kalifornien gedreht.

## Handlung
In ferner Zukunft haben Zombies die Weltherrschaft übernommen und die Menschheit stark dezimiert. Die wenigen Überlebenden rotten sich in Clans zusammen, organisieren sich und kämpfen mit einer Guerilla-Taktik gegen einen übermächtigen Feind. Aus Mangel an wehrfähigen Männern werden auch Frauen für die kriegerischen Auseinandersetzungen herangezogen; Mädchen und Jungen erhalten bereits in Kindertagen eine militärische Ausbildung. Die wenigen Lebenden, die unabhängig voneinander in kleinen Gruppen operieren, führen jedoch einen aussichtslosen Kleinkrieg, da auch ihre Gegner, die nach Menschenfleisch gierenden lebenden Toten, in größeren Verbänden leben und zudem über taktische Fähigkeiten verfügen. Mit ihrem Geschick halten die Untoten die Menschen als Sklaven, als reproduzierende Nahrungsquelle auf eigens eingerichteten „Farmen“, die lediglich der Zucht dienen. Für die internierten Menschen ist das Sprechen verboten.
Eines Nachts wird David, ein begnadeter Clan-Kämpfer, bei einem Angriff der Bestien von seinen Kameraden getrennt und gemeinsam mit Star, einer zuvor befreiten stummen Sklavin, gefangen genommen und in die Zombie-Farm verschleppt. Dort vermeidet David fortan das Sprechen. Er wird daher als zuchtfähig eingestuft und zusammen mit Star, für die er offensichtlich Gefühle hegt, eingesperrt. In der Gefangenschaft erlernt seine Gefährtin mühsam das Sprechen. Mit Hilfe des zwielichtigen Lager-Insassen Sliver, einem Ex-Soldaten, der ebenfalls sprechen kann, versucht David seinen Clan zu kontaktieren, was ihm letztlich auch gelingt. Dennoch erweist sich Sliver zunächst als ein Verräter, der gehorsam Befehle eines dubiosen Mannes entgegennimmt, um den aufkommenden Widerstand Davids zu unterbinden. Im Verlauf der Handlung widersetzt Sliver sich jedoch dem mysteriösen Befehlsgeber und schlägt sich schließlich auf die Seite Davids, der daraufhin offen gegen die Zombies rebelliert.
Zeitlich versetzt bekämpft sein älterer Bruder Brian unter dem Kommando eines weiblichen Generals mit weiteren Gesinnungsgenossen die allgegenwärtigen Zombies. Ihr Ziel ist es, das gesuchte Basislager der Untoten ausfindig zu machen. Diesen Ort ermittelt Brian irgendwann aus Aufzeichnungen seines gefangenen Bruders, die ihm zufällig in die Hände fallen. Mit einer Truppe tapferer Überlebender sowie Gesandten eines weiteren Clans stürmen die Kämpfer erfolgreich die Zombiefarm. In den folgenden Kampfhandlungen werden sämtliche Ungetüme liquidiert und die Gefangenen befreit. In der Stunde des Sieges offenbart Sliver dem weiblichen General sein düsteres Geheimnis: Ein Rat selbstherrlicher Menschen kontrolliert und fördert jene Zombiefarmen, damit diese unbehelligt und gefahrlos Seite an Seite leben können. Die Tat ist für die Clans, deren höchstes Gebot die Vernichtung jeglicher lebender Toter ist, ein Affront, der dem verantwortlichen Mann im Rat der städtischen Siedlung das Leben kostet. Am Ende des Films wählen die Kämpfer ein Leben abseits der gut bewachten und kontrollierten Zuflucht, während David von einem Wachmann für einen Zombie gehalten und erschossen wird. Jahre später sieht man seinen Sohn an der Seite seiner sprechenden Mutter Star aufwachsen.

## Kritiken
Blickpunkt:Film schrieb, die Inszenierung sei ein „dürftiger Actionhorrortrash mit viel Blut.“
Die VideoWoche schrieb, Prior serviere „gewohnt trashige Söldner-Action im Verbund mit ein bisschen Gedärme-Schlabberei für den Schnellverbrauch des weniger anspruchsvollen Horror-Allessehers.“

## Sonstiges
Der im deutschen Verleih erschienene als Fortsetzung betitelte Film War of the Living Dead 2 (Originaltitel Dead Moon Rising) ist nicht unbedingt als Fortsetzung von War of the Living Dead anzusehen.